# サン・パンクラーツィオ・サレンティーノ
サン・パンクラーツィオ・サレンティーノ（イタリア語: San Pancrazio Salentino）は、イタリア共和国プッリャ州ブリンディジ県にある、人口約9,800人の基礎自治体（コムーネ）。

## 地理

### 位置・広がり

#### 隣接コムーネ
隣接するコムーネは以下の通り。括弧内のTAはターラント県、LEはレッチェ県所属を示す。
- アヴェトラーナ (TA)
- エルキエ、 グアニャーノ (LE)
- メザーニェ
- サリーチェ・サレンティーノ (LE)
- サン・ドーナチ
- トッレ・サンタ・スザンナ

## 姉妹都市
- ビシェーリエ、イタリア